# Karlstein an der Thaya
Karlstein an der Thaya ist eine Marktgemeinde mit 1449 Einwohnern (Stand 1. Jänner 2025) im Bezirk Waidhofen an der Thaya in Niederösterreich.

## Geografie
Karlstein an der Thaya liegt im nördlichen Waldviertel in Niederösterreich und wird von der Deutschen Thaya durchflossen. Die Fläche der Marktgemeinde umfasst 48,86 km². 33,64 Prozent der Fläche sind bewaldet.

### Gemeindegliederung
Das Gemeindegebiet umfasst folgende 12 Ortschaften (in Klammern Einwohnerzahl Stand 1. Jänner 2025):
- Eggersdorf (48)
- Göpfritzschlag (89)
- Goschenreith (63)
- Griesbach (76)
- Hohenwarth (96)
- Karlstein an der Thaya (612)
- Münchreith an der Thaya (93)
- Obergrünbach (131)
- Schlader (40)
- Thuma (134)
- Thures (35)
- Wertenau (32)

Die Gemeinde besteht aus den Katastralgemeinden Eggersdorf, Göpfritzschlag, Goschenreith, Griesbach bei Dobersberg, Hohenwarth, Karlstein, Münichreith an der Thaya, Obergrünbach, Schlader, Thuma und Thures.

### Nachbargemeinden
| Dobersberg             | Waldkirchen an der Thaya                    |                    |
| Thaya                  | Kompassrose, die auf Nachbargemeinden zeigt | Raabs an der Thaya |
| Waidhofen an der Thaya | Groß-Siegharts                              |                    |

## Geschichte
Erstmals urkundlich genannt wurde Karlstein an der Thaya im Jahr 1112 als Chadelstain, um 1345 bereits Karlstein. Namensdeutung: Burg am Felsen, die nach einem Mann mit dem Namen Karl benannt ist. Im 18. Jahrhundert wurde der Ort ein Zentrum der Uhrenindustrie (siehe Artikel: Horologenland) und vor 1784 zum Markt erhoben. Während des Ersten Weltkrieges befand sich hier das Internierungslager Karlstein an der Thaya.
Im Zuge der NÖ. Kommunalstrukturverbesserung wurden insgesamt sechs ehemalige Gemeinden eingegliedert, nämlich am 1. Jänner 1967 die Gemeinde Eggersdorf, am 1. Jänner 1970 die Gemeinde Münichreith an der Thaya und am 1. Jänner 1971 die Gemeinden Göpfritzschlag, Obergrünbach (ohne Katastralgemeinde Albersdorf), Schlader und Thuma sowie die Katastralgemeinde Thures (Gemeinde Rossa). Den Namenszusatz „an der Thaya“ führt die Gemeinde offiziell seit dem 9. August 1980.

### Einwohnerentwicklung
Karlstein verliert seit dem Anfang des 20. Jahrhunderts Einwohner. In den letzten Jahrzehnten sind sowohl Geburtenbilanz als auch Wanderungsbilanz negativ.
| Karlstein an der Thaya: Einwohnerzahlen von 1869 bis 2025 | Karlstein an der Thaya: Einwohnerzahlen von 1869 bis 2025 | Karlstein an der Thaya: Einwohnerzahlen von 1869 bis 2025 | Karlstein an der Thaya: Einwohnerzahlen von 1869 bis 2025 | Karlstein an der Thaya: Einwohnerzahlen von 1869 bis 2025 |
| --------------------------------------------------------- | --------------------------------------------------------- | --------------------------------------------------------- | --------------------------------------------------------- | --------------------------------------------------------- |
| Jahr                                                      |                                                           |                                                           |                                                           | Einwohner                                                 |
| 1869                                                      | 1869                                                      |                                                           | 2.791                                                     | 2.791                                                     |
| 1880                                                      | 1880                                                      |                                                           | 2.782                                                     | 2.782                                                     |
| 1890                                                      | 1890                                                      |                                                           | 2.830                                                     | 2.830                                                     |
| 1900                                                      | 1900                                                      |                                                           | 2.758                                                     | 2.758                                                     |
| 1910                                                      | 1910                                                      |                                                           | 2.618                                                     | 2.618                                                     |
| 1923                                                      | 1923                                                      |                                                           | 2.477                                                     | 2.477                                                     |
| 1934                                                      | 1934                                                      |                                                           | 2.368                                                     | 2.368                                                     |
| 1939                                                      | 1939                                                      |                                                           | 2.245                                                     | 2.245                                                     |
| 1951                                                      | 1951                                                      |                                                           | 2.249                                                     | 2.249                                                     |
| 1961                                                      | 1961                                                      |                                                           | 1.968                                                     | 1.968                                                     |
| 1971                                                      | 1971                                                      |                                                           | 1.948                                                     | 1.948                                                     |
| 1981                                                      | 1981                                                      |                                                           | 1.723                                                     | 1.723                                                     |
| 1991                                                      | 1991                                                      |                                                           | 1.596                                                     | 1.596                                                     |
| 2001                                                      | 2001                                                      |                                                           | 1.586                                                     | 1.586                                                     |
| 2011                                                      | 2011                                                      |                                                           | 1.503                                                     | 1.503                                                     |
| 2021                                                      | 2021                                                      |                                                           | 1.473                                                     | 1.473                                                     |
| 2025                                                      | 2025                                                      |                                                           | 1.449                                                     | 1.449                                                     |
| Quelle(n): Statistik Austria, Gebietsstand 1.1.2021       |                                                           |                                                           |                                                           |                                                           |

## Kultur und Sehenswürdigkeiten

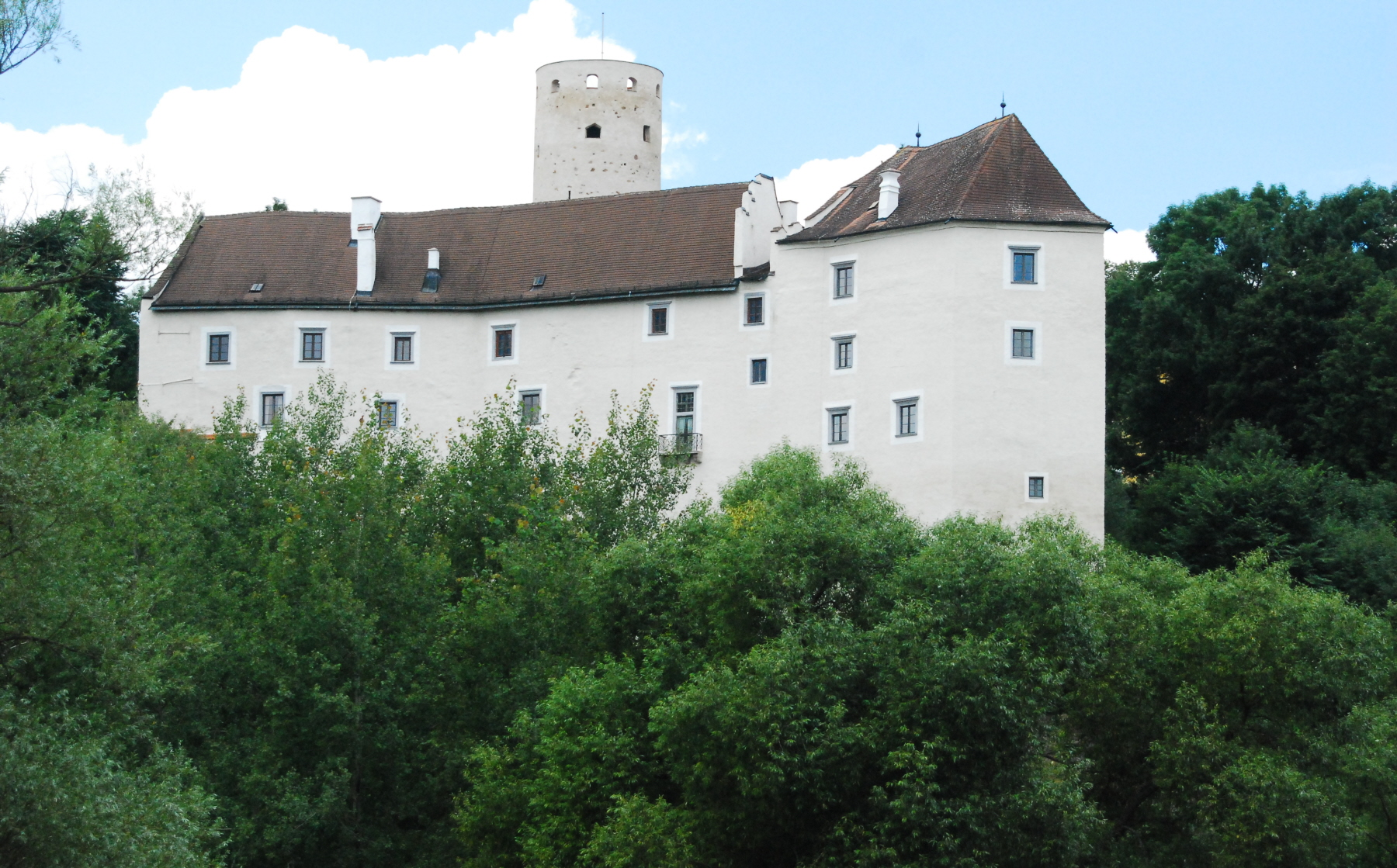
Schloss Karlstein

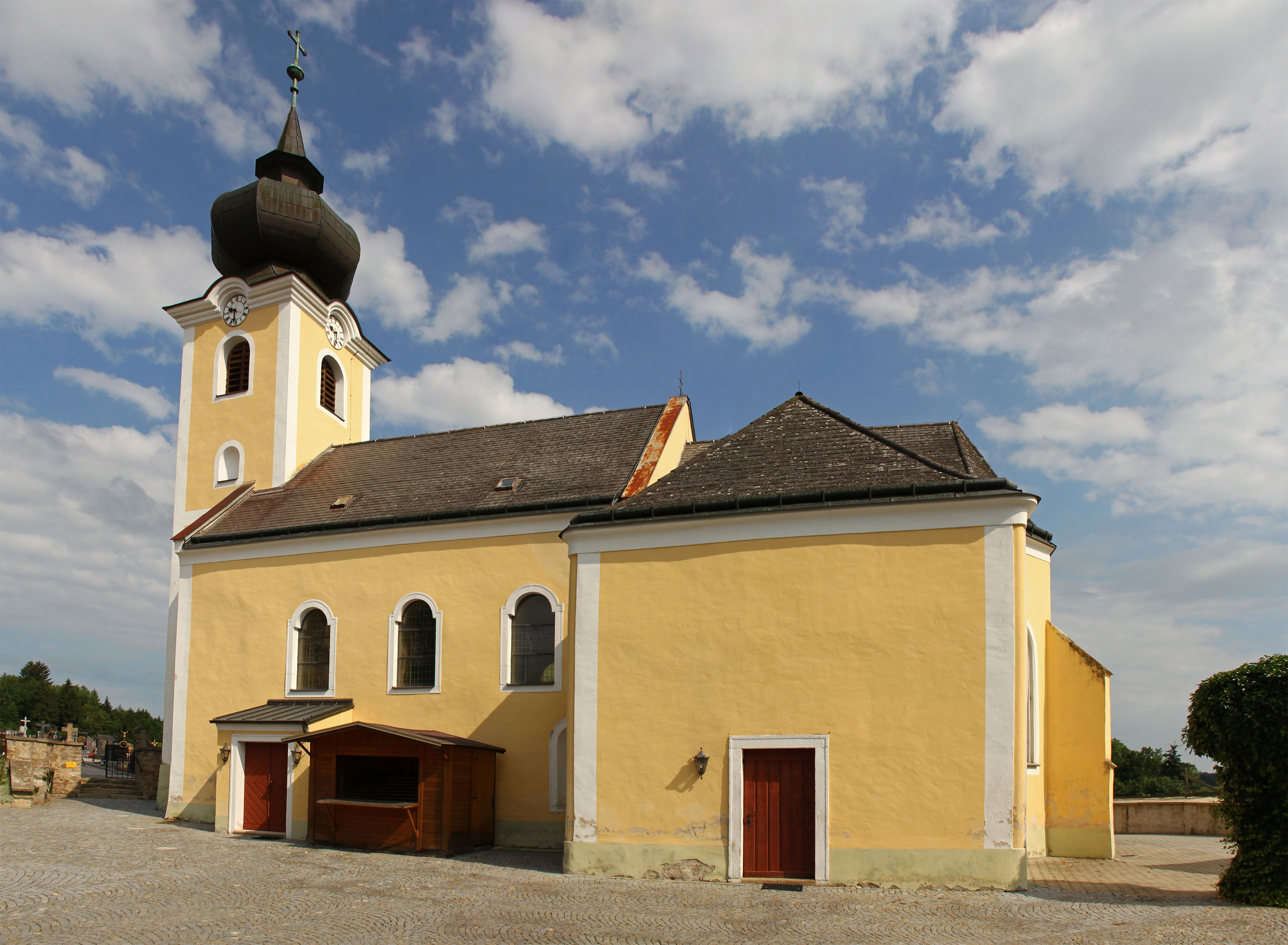
Pfarrkirche Münichreith an der Thaya

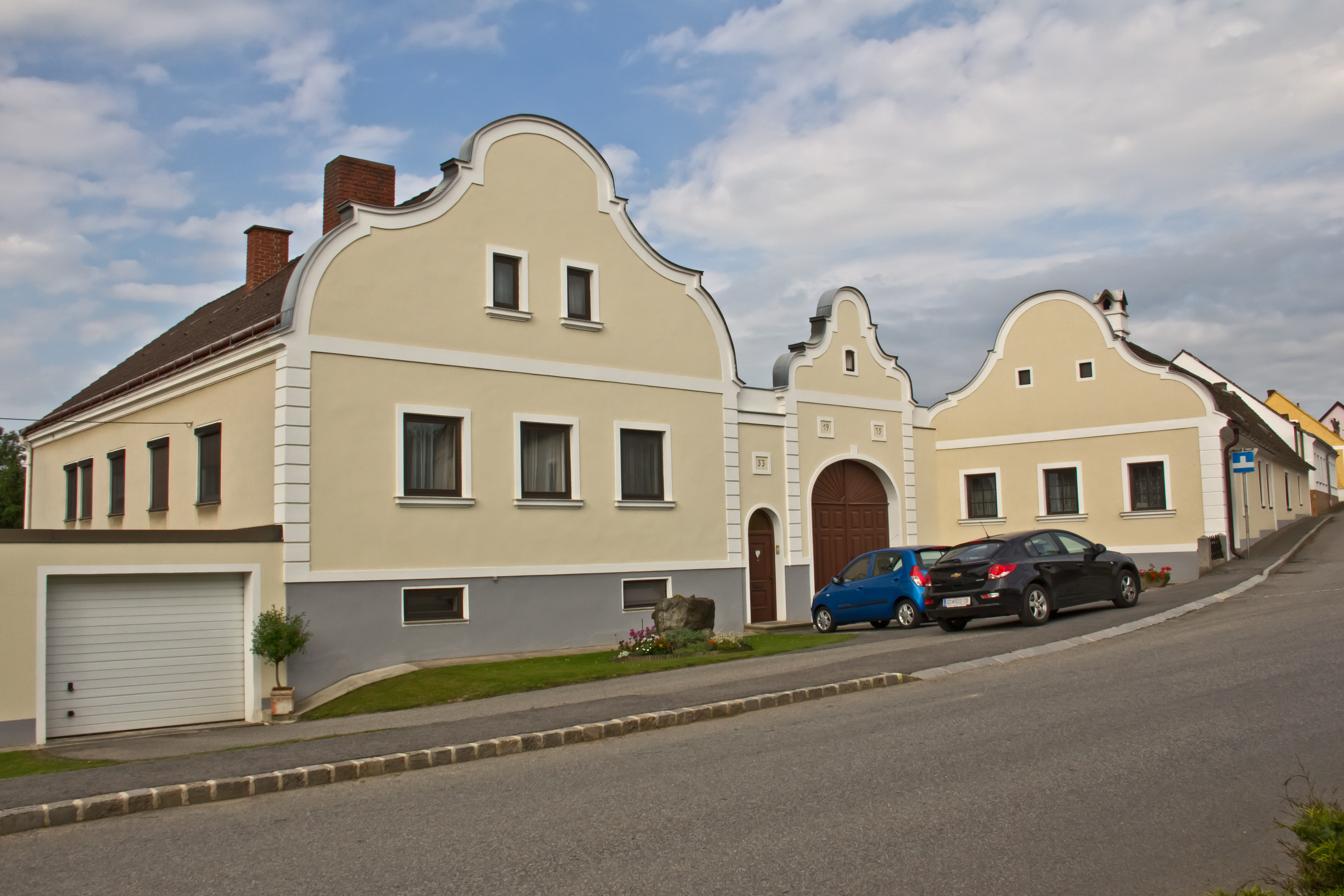
Bauernhaus Obergrünbach

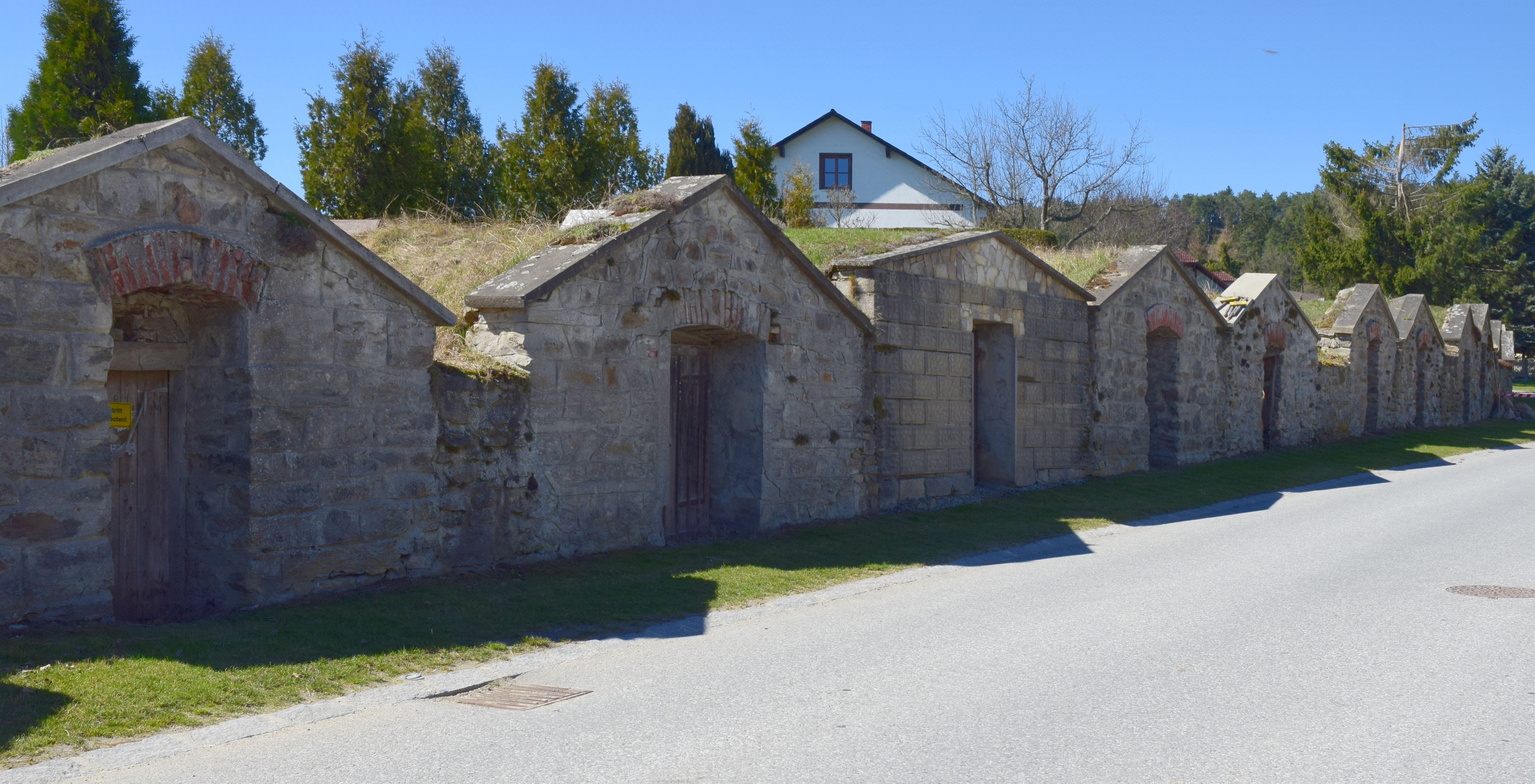
Kellergasse in Thuma

- Schloss Karlstein: Das Schloss an der Thaya ist eine alte Spornburg, die im Zeitalter der Gotik umgebaut wurde. 1880 wurde sie Sitz einer Uhrenfabrik.
- Katholische Pfarrkirche Münichreith an der Thaya hl. Bartholomäus: Die Pfarrkirche ist ein im Kern gotisches Bauwerk mit barocken und späteren Umgestaltungen.
- Katholische Pfarrkirche Obergrünbach hl. Vitus
- Die schlichte Filialkirche zur heiligen Dreifaltigkeit wurde 1898 erbaut.

## Wirtschaft und Infrastruktur
Im Jahr 2010 gab es 100 land- und forstwirtschaftliche Betriebe, davon waren 51 Haupterwerbsbetriebe, diese bewirtschafteten drei Viertel der Fläche. Im Produktionssektor beschäftigten zwölf Betriebe 537 Arbeitnehmer, 517 davon mit der Herstellung von Waren. Der Dienstleistungssektor gab in 63 Betrieben 209 Personen Arbeit, knapp die Hälfte davon in sozialen und öffentlichen Diensten.
- Pollmann: Ein Autozulieferer, der hier seinen Unternehmenssitz hat und weitere Werke auch in anderen Ländern betreibt.

### Verkehr
- Straße: Karlstein liegt an der Thayatal Straße B 30.
- Bahn: Die Gemeinde hat keinen Bahnanschluss.

### Gesundheit
In der Marktgemeinde ordiniert ein praktischer Arzt. Im Ort gibt es eine Apotheke.

### Bildung
Für die Ausbildung der Jugend stehen in Karlstein ein Kindergarten, eine Volksschule und eine Höhere Technische Bundeslehranstalt zur Verfügung.

## Politik

### Gemeinderat
Der Gemeinderat hat 19 Mitglieder.
- Mit den Gemeinderatswahlen in Niederösterreich 1990 hatte der Gemeinderat folgende Verteilung: 13 ÖVP, 3 SPÖ und 3 AL.
- Mit den Gemeinderatswahlen in Niederösterreich 1995 hatte der Gemeinderat folgende Verteilung: 13 ÖVP, 4 SPÖ, 1 FPÖ und 1 AL.[11]
- Mit den Gemeinderatswahlen in Niederösterreich 2000 hatte der Gemeinderat folgende Verteilung: 13 ÖVP, 4 SPÖ, 1 FPÖ und 1 Sonstige.[12]
- Mit den Gemeinderatswahlen in Niederösterreich 2005 hatte der Gemeinderat folgende Verteilung: 12 ÖVP und 7 SPÖ.[13]
- Mit den Gemeinderatswahlen in Niederösterreich 2010 hatte der Gemeinderat folgende Verteilung: 14 ÖVP, 4 SPÖ und 1 FPÖ.[14]
- Mit den Gemeinderatswahlen in Niederösterreich 2015 hatte der Gemeinderat folgende Verteilung: 13 ÖVP, 4 SPÖ und 2 FPÖ.[15]
- Mit den Gemeinderatswahlen in Niederösterreich 2020 hatte der Gemeinderat folgende Verteilung:  16 ÖVP, 2 SPÖ und 1 FPÖ.[16]
- Mit den Gemeinderatswahlen in Niederösterreich 2025 hat der Gemeinderat folgende Verteilung:  13 ÖVP, 4 FPÖ und 2 SPÖ.[17]

### Bürgermeister
- 1885–1897 Karl Kittinger
- bis 2005 Karl Wanko (ÖVP)
- 2005–2018 Ernst Herynek (ÖVP)
- seit 2018 Siegfried Walch (ÖVP)[18]

## Persönlichkeiten
Ehrenbürger der Gemeinde
- Hermann-Josef Weidinger OPraem (1918–2004), bekannt als „Kräuterpfarrer“
- 2018: Ernst Herynek († 2018), Bürgermeister von Karlstein an der Thaya 2005–2018[19]

Söhne und Töchter der Gemeinde
- Johann Holetschek (1846–1923), Astronom
- Karl Kittinger (1857–1920), deutschnationaler Politiker (GDVP), Postmeister und Gastwirt

mit der Gemeinde verbunden
- Curt Dietzschold (1852–1922), Ingenieur, Fachlehrer und -schriftsteller für Uhrmacher